# Unterseeboot 751
L'Unterseeboot 751 ou U-751 est un sous-marin allemand (U-Boot) de type VIIC utilisé par la Kriegsmarine pendant la Seconde Guerre mondiale.
Le sous-marin fut commandé le 9 octobre 1939 à Wilhelmshaven (Kriegsmarinewerft), sa quille fut posée le 2 janvier 1940, il fut lancé le 16 novembre 1940, et mis en service le 31 janvier 1941, sous le commandement du Kapitänleutnant Gerhard Bigalk (en).
Il fut coulé dans l'Atlantique Nord par l'aviation britannique en juillet 1942.

## Conception
Unterseeboot type VII, l'U-751 avait un déplacement de 769 tonnes en surface et 871 tonnes en plongée. Il avait une longueur totale de 67,10 m, un maître-bau de 6,20 m, une hauteur de 9,60 m et un tirant d'eau de 4,74 m. Le sous-marin était propulsé par deux hélices de 1,23 m, deux moteurs diesel Germaniawerft M6V 40/46 de 6 cylindres en ligne de 1 400 cv à 470 tr/min, produisant un total de 2 060 à 2 350 kW en surface et de deux moteurs électriques Brown, Boveri & Cie GG UB 720/8 de 375 cv à 295 tr/min, produisant un total 550 kW, en plongée. Le sous-marin avait une vitesse en surface de 17,7 nœuds (32,8 km/h) et une vitesse de 7,6 nœuds (14,1 km/h) en plongée. Immergé, il avait un rayon d'action de 80 milles marins (150 km) à 4 nœuds (7,4 km/h; 4,6 milles par heure) et pouvait atteindre une profondeur de 230 m. En surface son rayon d'action était de 8 500 milles nautiques (soit 15 700 km) à 10 nœuds (19 km/h).
L'U-751 était équipé de cinq tubes lance-torpilles de 53,3 cm (quatre montés à l'avant et un à l'arrière) qui contenait quatorze torpilles. Il était équipé d'un canon de 8,8 cm SK C/35 (220 coups) et d'un canon antiaérien de 20 mm Flak. Il pouvait transporter 26 mines TMA ou 39 mines TMB. Son équipage comprenait 4 officiers et 40 à 56 sous-mariniers.

## Historique
Il reçut sa formation de base au sein de la 7. Unterseebootsflottille jusqu'au 1er juin 1941, puis il rejoint son unité de combat dans cette même flottille.
Il quitte Kiel pour sa première patrouille sous les ordres du Kapitänleutnant Gerhard Bigalk le 3 juin 1941. Le 14 juin 1941, il torpille un bâtiment au nord des Açores. Le bâtiment explose et coule, ne laissant aucun rescapé parmi les 47 marins. Après 33 jours en mer, il accoste à la base sous-marine de Saint-Nazaire le 5 juillet 1941.
L'U-751 quitte Saint-Nazaire le 2 août 1941 pour l'Atlantique, dans un secteur à l'ouest de l'Irlande, où il ne rencontre aucun succès.
Sa troisième patrouille se déroule du 11 octobre au 8 novembre 1941, soit 29 jours en mer. L'U-751 est dirigé vers le convoi SC-48, signalé par l'U-553, la nuit du 15 au 16 octobre 1941, au sud-est du Groenland. L'U-751 trouve le convoi, sans succès et l'opération se termine le 18 octobre 1941. Le convoi a perdu neuf bâtiments marchands, un destroyer, une corvette et un autre destroyer est endommagé.
Le 22 octobre 1941, il rejoint le groupe Reissewolf, dans l'Atlantique Nord pour attaquer le convoi ON-28, signalé par l'U-74, à l'ouest de l'Irlande. L'U-751 prend contact avec le convoi ; il est obligé de plonger à cause de l'escorte. À court de gazole, l'U-751 et trois autres U-Boote cessent l'attaque le 30 octobre 1941. Il rentre donc à Saint-Nazaire.
Sa quatrième patrouille, du 16 au 26 décembre 1941, soit 11 jours en mer, se passe dans l'Atlantique Nord.
Le 21 décembre 1941 au matin, l'U-71, l'U-567 et l'U-751 se dirigent vers le convoi HG-76 et l'attaque au nord-est des Açores. En soirée, l'U-751, lance trois torpilles avec ses tubes avant contre le porte-avions d'escorte HMS Audacity. La première l'arrête et les deux autres le coule. 
Le 14 janvier 1942, l'U-751 reprend la mer pour les côtes du Canada, au large de la Nouvelle-Écosse. Le 2 février 1942, il attaque le convoi HX-173, à l'est d'Halifax. La météo est exécrable ; le commandant Bigalk lance trois torpilles contre un pétrolier hollandais. Endommagé, ce dernier poursuit sa route en serpentant, rentre au port et est réparé. L'U-751 est forcé de plonger par l'escorte. Il s'échappe, recherché par des avions et par des bâtiments.
Le 4 février 1942, il torpille et envoie par le fond un cargo à moteur britannique à Hunts Point (Nouvelle-Écosse). Il plonge en catastrophe (Crash dive (en)), devant l'arrivée des appareils de la RCAF et d'un bâtiment de guerre. Après avoir échappé à une longue traque, il coule le 7 février 1942 un autre cargo britannique dans le même secteur. Ce bâtiment est un escorteur. Dépourvu de torpille, l'U-751 attaque au canon, pendant la nuit, un bâtiment au sud de Sambro Island Light (en) (Canada). Ripostant au tir, le bâtiment est touché sur la plage arrière et fait mouvement à pleine vitesse pour s'échapper. Avec les mauvaises conditions météorologiques, les canonniers de l'U-751 peinent à viser et à tirer, obligeant Bigalk à arrêter la poursuite et à faire route vers la France.
Le 15 avril, l'U-751 se dirige vers les côtes américaines. Début mai, il se ravitaille auprès de l'U-459 à 500 nautiques au nord-est des Bermudes. Il patrouille ensuite à l'est et au sud-est d'Hatteras (Caroline du Nord), puis vers les Bahamas. Le 16 mai 1942, il torpille et coule un cargo à vapeur américain, au nord-est de Cat Island (Bahamas). Il passe ensuite le passage du Vent pour la mer des Caraïbes. Le 19 mai 1942, il coule un autre cargo américain, à l'est-nord-est de Morant Cays (Jamaïque). Pendant la route du retour, il lance trois torpilles contre un gros cargo, dont deux sont défectueuses ; la troisième se perd. Il fait route vers la base qu'il atteint 15 juin 1942 après 62 jours en mer.

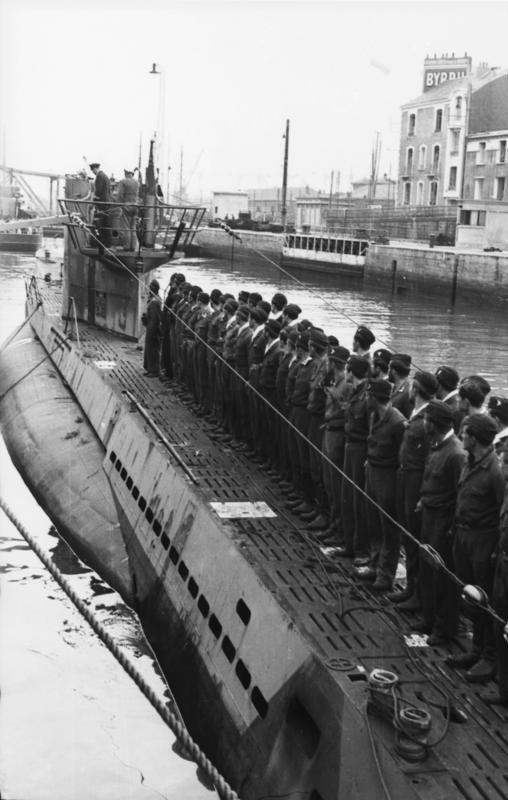
LU-751 à Saint-Nazaire le 15 juin 1942.

Le 17 juillet 1942, soit quatre jours après son départ de Saint-Nazaire, l'U-Boot est attaqué en surface par un Whitley H du Sqn 502 du Coastal Command, piloté par le Pilot officer A.R.A. Hunt. Il l'attaque d'une altitude de quinze mètres et lui lance six charges de profondeur Mark VII, contenant du Torpex, réglées à sept mètres de profondeur. L'U-Boot est cerné d'explosions. L'appareil amorce une deuxième attaque avec des bombes anti-sous-marines et avec ses canons. L'U-751 en réchappe, et Bigalk le fait plonger en catastrophe. Deux heures plus tard au nord-ouest du cap Ortegal, un Lancaster F du Sqn 61 du Bomber Command, piloté par le Flight lieutenant P.R. Casement, orbitant au point de plongée de l'U-Boot, l'attaque. Il fait feu de toutes ses mitrailleuses et lui lance également dix charges de profondeur Mark VIII (torpille Mark 8 Bliss-Leavitt). L'U-751 est gravement touché, son étrave pointe à la verticale, puis il coule à la position 45° 14′ N, 12° 22′ O.
Les quarante-quatre membres d'équipage meurent dans cette attaque.

## Affectations
- 7. Unterseebootsflottille du 31 janvier 1941 au 1er juin 1941 (Période de formation).
- 7. Unterseebootsflottille du 1er juin 1941 au 17 juillet 1942 (Unité combattante).

## Commandement
- Korvettenkapitän Gerhard Bigalk (en) du 31 janvier 1941 au 17 juillet 1942 (Croix de chevalier).

## Patrouilles
|       | Commandant            | Départ           | Départ      | Arrivée          | Arrivée     | Jours     | Succès   |
| ----- | --------------------- | ---------------- | ----------- | ---------------- | ----------- | --------- | -------- |
| 1     | Kptlt. Gerhard Bigalk | 3 juin 1941      | Kiel        | 5 juillet 1941   | St. Nazaire | 33 jours  | 5 370    |
| 2     | Kptlt. Gerhard Bigalk | 2 août 1941      | St. Nazaire | 8 septembre 1941 | St. Nazaire | 38 jours  |          |
| 3     | Kptlt. Gerhard Bigalk | 11 octobre 1941  | St. Nazaire | 8 novembre 1941  | St. Nazaire | 29 jours  |          |
| 4     | Kptlt. Gerhard Bigalk | 16 décembre 1941 | St. Nazaire | 26 décembre 1941 | St. Nazaire | 11 jours  | 11 000   |
| 5     | Kptlt. Gerhard Bigalk | 14 janvier 1942  | St. Nazaire | 23 février 1942  | St. Nazaire | 41 jours  | 19 583   |
| 6     | Kptlt. Gerhard Bigalk | 15 avril 1942    | St. Nazaire | 15 juin 1942     | St. Nazaire | 62 jours  | 4 555    |
| 7     | Kptlt. Gerhard Bigalk | 14 juillet 1942  | St. Nazaire | 17 juillet 1942  | Coulé       | 4 jours   |          |
| Total | Total                 | Total            | Total       | Total            | Total       | 218 jours | 40 508 t |

Note : Kptlt. = Kapitänleutnant

### OpérationsWolfpack
L'U-751 a opéré avec les Wolfpacks (meute de loups) durant sa carrière opérationnelle.
- West (16-20 juin 1941)
- Hammer (5-12 août 1941)
- Grönland (12-27 août 1941)
- Bosemüller (28 août – 2 septembre 1941)
- Seewolf (2-5 septembre 1941)
- Reissewolf (21-31 octobre 1941)

## Navires coulés
L'U-751 a coulé 5 navires marchands totalisant 21 412 tonneaux, 1 navire de guerre de 11 000 tonneaux et a endommagé 1 navire marchand de 8 096 tonneaux au cours des 7 patrouilles (218 jours en mer) qu'il effectua.
| Date             | Nom          | Nationalité | Tonnage | Convoi | Fait      | Localisation         |
| ---------------- | ------------ | ----------- | ------- | ------ | --------- | -------------------- |
| 14 juin 1941     | St. Lindsay  | Royaume-Uni | 5 370   | OG-64  | Coulé     | 47° 51′ N, 38° 25′ O |
| 21 décembre 1941 | HMS Audacity | Royal Navy  | 11 000  | HG-76  | Coulé     | 43° 45′ N, 19° 54′ O |
| 2 février 1942   | Corilla      | Pays-Bas    | 8 096   | HX-173 | Endommagé | 44° 49′ N, 61° 37′ O |
| 4 février 1942   | Silveray     | Royaume-Uni | 4 535   | ON-55  | Coulé     | 43° 54′ N, 64° 16′ O |
| 7 février 1942   | Empire Sun   | Royaume-Uni | 6 952   | -      | Coulé     | 43° 55′ N, 64° 22′ O |
| 16 mai 1942      | Nicarao      | USA         | 1 445   | -      | Coulé     | 25° 20′ N, 74° 19′ O |
| 19 mai 1942      | Isabela      | USA         | 3 110   | -      | Coulé     | 17° 50′ N, 75° 00′ O |